# Garfield Heights
Garfield Heights ist eine City im Cuyahoga County, Ohio, Vereinigte Staaten. Das U.S. Census Bureau ermittelte bei der Volkszählung 2020 eine Einwohnerzahl von 29.781.
Garfield Heights gehört zu den Vorstädten von Cleveland und liegt 10 Kilometer östlich von Parma (Ohio). Die Stadt gehört zur Metropolregion Cleveland-Lorain-Elyra. 
Nur 3,2 km entfernt liegt der Cuyahoga-Valley-Nationalpark, der erste Nationalpark Ohios. Er ist von Garfield Heights direkt über die Rockside Road zu erreichen. Der Nordwesten von Garfield Heights wird vom Mill Creek durchflossen.

## Geschichte
Die heutige Stadt wurde 1904 als eigene Gemeinde unter dem Namen South Newburgh gegründet. 1919 erfolgte die Umbenennung in Garfield Heights, in Erinnerung an Abram Garfield, einen der frühen Siedler in diesem Gebiet und Vater des Präsidenten James A. Garfield. Die Stadterhebung erfolgte 1930. 
Schon 1786 gründete hier die Herrnhuter Brüdergemeine eine Siedlung. Die erste Kirche des Gebiets, St. John Lutheran Church, stammt aus dem Jahr 1852.

## Bildung
Garfield Heights hat eine eigene Schulbehörde (Board of Education), der die Schulen im Garfield Heights City School District unterstehen. Es sind dies die William Foster Elementary School, die Elmwood Elementary School, die Cranwood Elementary School, die Maple Leaf Intermediate School, die Garfield Heights Middle School und die Garfield Heights High School. Das städtische Schulsystem hat rund 350 Beschäftigte. 
Darüber hinaus gibt es mehrere konfessionelle Privatschulen. Katholische Privatschulen sind die Trinity High School, früher als Marymount High School eine reine Mädchenschule, seit 1973 koedukativ geführt, die St. Monica Catholic Elementary School, die St. Therese School und die SS Peter and Paul Elementary School. Die St. John Lutheran School, Schule der lutherischen Gemeinde, wurde nach dem Schuljahr 2005/2006 geschlossen.

## Gesundheit
Gesundheits- und Bildungseinrichtungen sind die größten Arbeitgeber in der Stadt. Dazu zählt das Marymount Hospital, das 1946 bis 1949 von den Sisters of Saint Joseph vom Dritten Orden des Heiligen Franziskus errichtet wurde. Das Krankenhaus hat 1200 Beschäftigte, darunter 200 Ärzte.

## Söhne der Stadt
- David J. Skal (1952–2024), Kulturhistoriker, Kritiker und Schriftsteller
- Trey Lewis (* 1992), Basketballspieler